# Vladislav Perić
Vladislav Perić (Kamenmost, 23. ožujka 1959.) je hrvatski pjesnik i novinar. Živi u Splitu. 

## Životopis
Rodio se 1959. godine u Imotskom. Osnovnu školu polazio u Kamenu Mostu, Zmijavcima i Vrlici. Gimnaziju pohađao u Sinju i Imotskom, maturirao na Imotskoj gimnaziji. Diplomirao je na Ekonomskom fakultetu u Splitu (Studij unutarnje trgovine, 1986.), na istom fakultetu aspolvirao Studij marketinga. Uređivao je mjesečnik Imotsku krajinu Od 1992. do 2000. godine. Desetak godina bio je dopisnikom Vjesnika, Večernjeg lista i Hine.
Sudionik je i dragovoljac Domovinskoga rata, a potom i djelatnik Hrvatske ratne mornarice. Iz proznog stvaralaštva objelodanjena mu je priča iz Domovinskoga rata [Na onom istom Križnom putu...] (u Zborniku MORH-a, Zagreb, 2002.) te roman [Priča iz raspuklog vremena] (Matica hrvatska Split, 2013.). Zastupljen je u više pjesničkih antologija i zbornika.

## Djela
- Kuća od voska, (pjesme), 1983.
- Uran, srce Zemlje,(pjesme), 1986.
- Na onom istom križnom putu...,(priča), 2002.
- Jesen anđela, (pjesme), 2007.
- Priča iz raspuklog vremena, (roman), 2013.

Djela su mu zastupljena u knjigama Vrijeme stvaranja Hrvatske: Imotska krajina 1990-1995, Priče iz Domovinskog rata urednika Dušana Vire, Dobro ti veče grade Dubrovniče, antologiji Imotska nova lirika : (pjesništvo XX. stoljeća prireditelja Ivice Šušića i Mladena Vukovića, u zbornicima Večeri domoljubne poezije s Dugoratskog ljeta.